# Nagylóc
Nagylóc (szlovákul: Veľké Lovce) község Nógrád vármegyében, a Szécsényi járásban.

## Fekvése
Szécsény szomszédságában, attól délkeletre fekvő település, amely a Novohrad-Nógrád UNESCO Globális Geoparkhoz tartozik. Legközelebbi szomszédai nyugat felől Rimóc, dél felől Hollókő, északkelet felől pedig Nógrádmegyer és Magyargéc, bár Hollókőt leszámítva egyikkel sincs közvetlen közúti kapcsolata. Főutcája a Szécsényt Pásztó külterületével összekötő 2122-es út, amelyből a település közigazgatási határvonalának déli szélén (Nagylóc és Felsőtold határán, a 14+500-as kilométerszelvényénél) ágazik ki az a 21 146-os mellékút, amely a zsákfalunak számító Hollókő egyedüli megközelítési útvonala.

## Története
Már a honfoglaláskor is lakott település. A lóc jelentése szláv nyelven: vadászok, fogók. Első lakói valószínűleg a királyi udvar népei voltak.
A település már a 14. században egyházas hely volt, neve 1332–1337 között már szerepelt a pápai tizedjegyzékben is. Az 1400-as években birtokosa a Szécsényi család volt. 1475-ben Chery Antal visszaadta a Lossonczi családnak itteni birtokrészét, mivel helyette Dolyánban kapott ugyanolyan értékű birtokot. 1499-ben a Zetényi Csukás család kapott itt birtokot II. Ulászló királytól. A 15. században Hollókő várához tartozik, annak egyik őrállomása, tarisznya vára, a falu felett, az Őrhegyen állt. A középkorban jelentős település volt, ekkor már vámhely is volt itt. 1552 után török hűbérbirtok. Az 1800-as évek végén egy nagy tűzvészben leégett a falu, csak a 15. században épült gótikus temploma maradt meg. A templomot azóta átépítették, a szentély és a torony azonban eredeti állapotában maradt meg.
A 20. század elején Nógrád vármegye Szécsényi járásához tartozott.
1944-ben a római katolikus templom anyakönyveit az ott elszállásolt orosz katonák elégették.

## Közélete

### Polgármesterei
- 1990–1994: Belák Dezső (független)[4]
- 1994–1998: Belák Dezső (független)[5]
- 1998–2000: Ispán János (független)[6]
- 2000–2002: Dulai Barnabásné (független)[7][8]
- 2002–2006: Dulai Barnabásné (független)[9]
- 2006–2010: Péter Gábor (független)[10]
- 2010–2014: Péter Gábor (független)[11]
- 2014–2019: Péter Gábor (Fidesz-KDNP)[12]
- 2019–2022: Szalai Gábor (független)[13]
- 2022–2023 : Szalai Gábor (független)[14]
- 2023– : Dr. Pintérné Szabó Judit (független)[1]

A településen 2000. június 25-én időközi polgármester-választást (és képviselő-testületi választást) tartottak, a korábbi képviselő-testület önfeloszlatása miatt.
2022. július 3-án ugyancsak időközi polgármester-választást és képviselő-testületi választást kellett tartani, ezúttal is azért, mert a korábbi képviselő-testület (2021 júliusának végén) feloszlatta magát. [A feloszlás és az időközi választás dátuma közt eltelt, aránylag hosszú időtartamot a koronavírus-járvány miatt elrendelt korlátozások indokolták, mivel a járványhelyzet fennállása alatt Magyarországon nem lehetett választást kitűzni.] A választáson a hivatalban lévő faluvezető is elindult, és 80 %-ot megközelítő eredménnyel meg is tarthatta pozícióját.

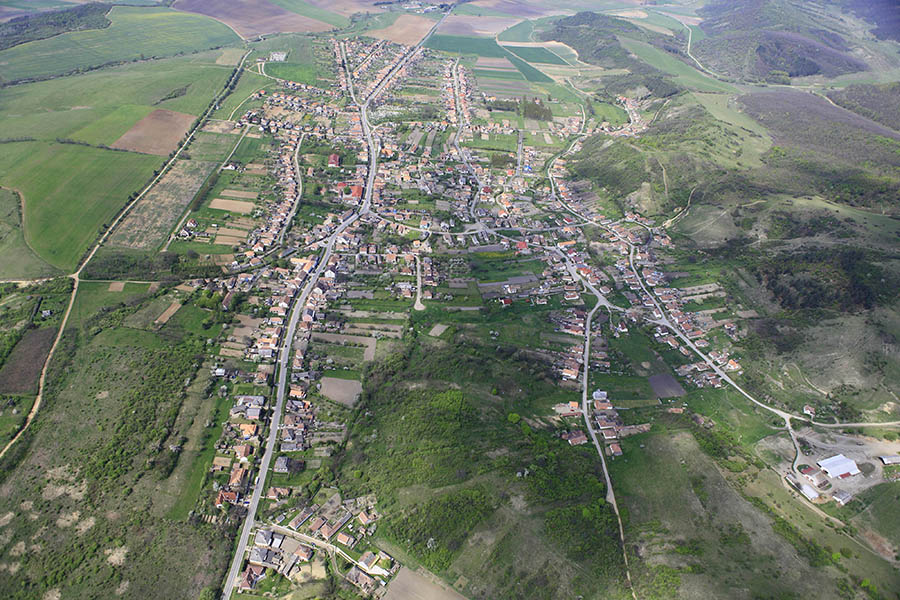
Nagylóc látképe légi fotón

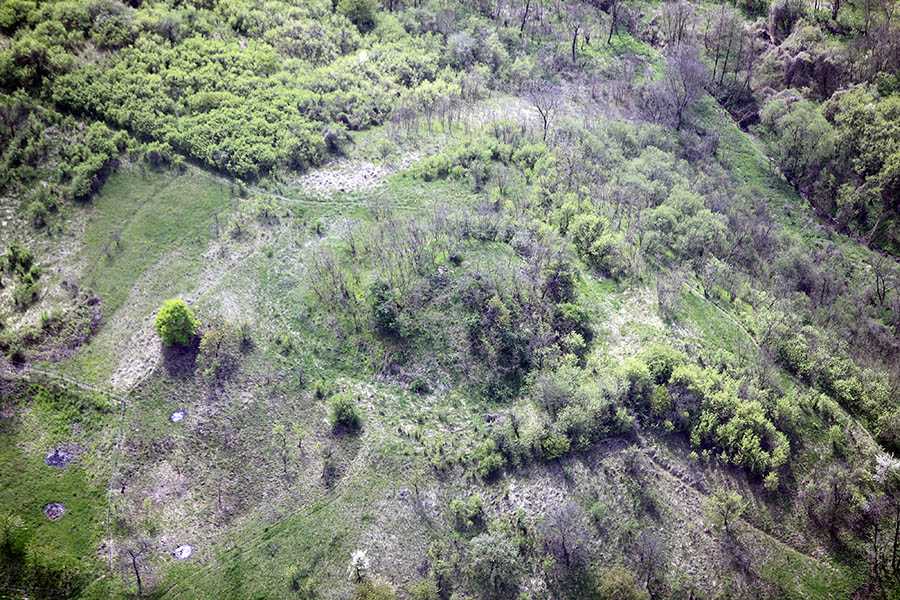
A nagylóci várhely légi fotón

## Népesség
A település népességének változása:
| Lakosok száma | 1591 | 1551 | 1532 | 1487 | 1393 | 1397 | 1429 |
|               | 2013 | 2014 | 2015 | 2021 | 2022 | 2023 | 2024 |

1910-ben 1847 lakosából 1838 magyar volt. Ebből 1800 római katolikus, 36 evangélikus volt.
2001-ben a település lakosságának 85%-a magyar, 14%-a cigány és 1%-a egyéb nemzetiségűnek vallotta magát.
A 2011-es népszámlálás során a lakosok 88,1%-a magyarnak, 18,6% cigánynak, 0,3% németnek, 0,2% szlováknak mondta magát (11,8% nem nyilatkozott; a kettős identitások miatt a végösszeg nagyobb lehet 100%-nál). A vallási megoszlás a következő volt: római katolikus 64,3%, református 1%, evangélikus 0,4%, felekezeten kívüli 6,2% (21,4% nem nyilatkozott).
2022-ben a lakosság 93,5%-a vallotta magát magyarnak, 14,9% cigánynak, 0,4% ukránnak, 0,4% németnek, 0,1-0,1% örménynek, görögnek és szerbnek, 1,1% egyéb, nem hazai nemzetiségűnek (5,9% nem nyilatkozott; a kettős identitások miatt a végösszeg nagyobb lehet 100%-nál). Vallásuk szerint 40,7% volt római katolikus, 1% református, 0,2% ortodox, 0,1% evangélikus, 0,1% görög katolikus, 11,4% egyéb keresztény, 1,6% egyéb katolikus, 6,1% felekezeten kívüli (38,4% nem válaszolt).

## Nevezetességei
- Várhegy: a török időkben földvár. A helyi legenda szerint, a Várhegyen vasajtóval lezárt pincében kincs rejtőzik, amelyet két fekete kecske őriz.
- Őrhegy: lábnyomos kő: a néphagyomány szerint, Jézus Krisztus lába nyomát őrzi a kő, amelyen a szamarának és botjának nyomát is felfedezni vélik.
- Templom: a 15. században épült. 1888-ban, a tűzvész után két mellékhajóval bővült. Szentélye, tornya még mindig eredeti formában látható.
- Kápolna: a Hollókő felé vezető út mellett található. A 18. században épült .

## Híres nagylóciak
A községben töltötte gyermekkorát Rózsa Miklós háromszoros Oscar-díjas zeneszerző.